# Mistrzostwa Ameryki Południowej U-20 w piłce nożnej kobiet
Mistrzostwa Ameryki Południowej U-20 w piłce nożnej kobiet (hiszp. Campeonato Sudamericano Femenino Sub-20) – turniej piłkarski w Ameryce Południowej organizowany co dwa lata przez CONMEBOL (hiszp. CONfederación SudaMEricana de FútBOL) dla zrzeszonych reprezentacji krajowych kobiet do lat 20. Pełnią funkcję kwalifikacji do mistrzostw świata U–20 – do światowego czempionatu awansuje dwa najlepsze zespoły danej edycji turnieju Ameryki Południowej.

## Historia
Zapoczątkowany został w 2004 roku przez CONMEBOL jako Mistrzostwa Ameryki Południowej U-19 w piłce nożnej kobiet. Najpierw w meczach eliminacyjnych w 3 grupach zostały wyłonione 3 najlepszych drużyn, które razem z Brazylią awansowały do turnieju finałowego. W turnieju finałowym 2002 uczestniczyły reprezentacje Boliwii, Brazylii, Ekwadoru i Paragwaju. Rozgrywki zostały rozegrane na stadionach Brazylii. Drużyny zostały podzielone na 2 grupy i systemem kołowym rozegrały miejsca na podium w swoich grupach. Pierwszy turniej wygrała reprezentacja Brazylii, która zdobyła jedyne miejsce od strefy południowoamerykańskiej na mistrzostwa świata U-20.
Od II edycji w turnieju finałowym 10 drużyn najpierw zostały rozbite na dwie grupy, a potem czwórka najlepszych zespołów systemem kołowym wyłoniła mistrza. Liczba drużyn na mistrzostwa świata U-20 została zwiększona do dwóch.
W 2008 została zmieniona nazwa na Mistrzostwa Ameryki Południowej U-20 w piłce nożnej kobiet.
W 2010 format rozgrywek częściowo był zmieniony. Po meczach w grupie czwórka najlepszych zespołów walczyła o tytuł mistrza systemem pucharowym, a nie kołowym jak w poprzednich edycjach. Ale od 2012 wrócono do poprzedniego formatu rozgrywek.

## Finały
| Rok            | Gospodarz |                                      | Finał                                | Finał                                | Finał           |               | Mecz o 3 miejsce | Mecz o 3 miejsce | Mecz o 3 miejsce |  | Liczba finalistów |
| Rok            | Gospodarz | Mistrz                               | Wynik                                | Wicemistrz                           | Trzecie miejsce | Wynik         | Czwarte miejsce  |                  |                  |  | Liczba finalistów |
|                |           | Mistrzostwa Ameryki Południowej U-19 | Mistrzostwa Ameryki Południowej U-19 | Mistrzostwa Ameryki Południowej U-19 |                 |               |                  |                  |                  |  |                   |
| -------------- | --------- | ------------------------------------ | ------------------------------------ | ------------------------------------ | --------------- | ------------- | ---------------- | ---------------- | ---------------- |  | ----------------- |
| 2004 Szczegóły | Brazylia  | Brazylia                             | format ligowy                        | Paragwaj                             | Ekwador         | format ligowy | Boliwia          | 10               |                  |  |                   |
| 2006 Szczegóły | Chile     | Brazylia                             | format ligowy                        | Argentyna                            | Paragwaj        | format ligowy | Meksyk           | 10               |                  |  |                   |
|                |           | Mistrzostwa Ameryki Południowej U-20 |                                      |                                      |                 |               |                  |                  |                  |  |                   |
| 2008 Szczegóły | Brazylia  | Brazylia                             | format ligowy                        | Argentyna                            | Paragwaj        | format ligowy | Chile            | 10               |                  |  |                   |
| 2010 Szczegóły | Kolumbia  | Brazylia                             | 2:0                                  | Kolumbia                             | Paragwaj        | 6:0           | Chile            | 10               |                  |  |                   |
| 2012 Szczegóły | Brazylia  | Brazylia                             | format ligowy                        | Argentyna                            | Kolumbia        | format ligowy | Paragwaj         | 10               |                  |  |                   |
| 2014 Szczegóły | Urugwaj   | Brazylia                             | format ligowy                        | Paragwaj                             | Kolumbia        | format ligowy | Boliwia          | 10               |                  |  |                   |
| 2015 Szczegóły | Brazylia  | Brazylia                             | format ligowy                        | Wenezuela                            | Kolumbia        | format ligowy | Argentyna        | 10               |                  |  |                   |
| 2018 Szczegóły | Ekwador   | Brazylia                             | format ligowy                        | Paragwaj                             | Kolumbia        | format ligowy | Wenezuela        | 10               |                  |  |                   |

## Statystyki
| Lp. | Drużyna   | Mistrz | Wicemistrz | Lata triumfów                                      |
| --- | --------- | ------ | ---------- | -------------------------------------------------- |
| 1.  | Brazylia  | 8      | 0          | 2004*, 2006, 2008*, 2010, 2012*, 2014, 2015*, 2018 |
| 2.  | Argentyna | 0      | 3          |                                                    |
| 2.  | Paragwaj  | 0      | 3          |                                                    |
| 4.  | Kolumbia  | 0      | 1          |                                                    |
| 4.  | Wenezuela | 0      | 1          |                                                    |

* = jako gospodarz.